# Восточный Эмс
Восточный Эмс (фр. Ems-Oriental) — административная единица Первой французской империи, располагавшаяся примерно на землях современного германского региона Восточная Фризия в федеральной земле Нижняя Саксония. Название департамента происходит от реки Эмс.
Департамент был создан 1 января 1811 года, после того как Королевство Голландия было аннексировано Францией.
После разгрома Наполеона эти земли вошли в состав королевства Ганновер.